# 佐川光晴
佐川 光晴（さがわ みつはる、1965年2月8日 - ）は、日本の小説家。東京都出身、埼玉県志木市在住。神奈川県立茅ケ崎北陵高等学校卒業、北海道大学法学部卒業。

## 経歴
北海道大学在学中（法学部、恵迪寮）にガセイ南米研修基金より奨学金を得て、1年間南米を漫遊。大学卒業と同時に結婚、出版社に1年間勤務した後、1990年7月より大宮食肉荷受株式会社（現・さいたま食肉荷受株式会社）に勤務し食肉処理場で働く。
2000年「生活の設計」で第32回新潮新人賞を受賞して小説家デビュー。2001年単行本『生活の設計』で第14回三島賞候補。「ジャムの空壜」で第125回芥川賞候補。2002年「縮んだ愛」で第127回芥川賞候補、単行本『縮んだ愛』で第24回野間文芸新人賞受賞。2004年「弔いのあと」で第131回芥川賞候補。2006年「銀色の翼」で第134回芥川賞候補。2007年「家族の肖像」で第136回芥川賞候補。
2009年の『ぼくたちは大人になる』以降は青春小説・成長小説に作風を転換。2011年『おれのおばさん』で第26回坪田譲治文学賞受賞。

## 人物
- 本人（長男）と3人の妹と1人の弟と両親の7人家族。
- 1-4歳までは新宿区上落合のアパート、4-18歳まで茅ヶ崎市の公団住宅で暮らす。
- 2012年現在、小学校教員の妻、小学校3年と高校2年の息子がいる。
- 戸籍上は佐川は旧姓で、本姓は妻の姓である鈴木[2]。妻は1961年生まれで、「劇団どくんご」の元女優。埼玉大学卒業、小学校教師[3]。佐川は主夫として暮らしている[4]。
- 選択的夫婦別姓制度導入に賛同する[5]。

## 作品リスト
- 『生活の設計』（新潮社、2001年）
  - 初出:『新潮』2000年11月号
- 『ジャムの空壜』（新潮社、2001年）
  - 初出:『新潮』2001年6月号
- 『縮んだ愛』（講談社、2002年、のち文庫）
  - 初出:『群像』2002年3月号
- 『極東アングラ正伝』（双葉社、2003年）
  - 初出:『小説推理』2002年8月号 - 2003年4月号（隔月連載）
- 『灰色の瞳』（講談社、2004年）
  - 初出:『群像』2003年8月号 - 2003年12月号
- 『家族芝居』（文藝春秋、2005年）
  - 子どものしあわせ（『文學界』2002年4月号）
  - 弔いのあと（『文學界』2004年5月号）
  - 婆さんたちの閑話
  - お嫁さんがやってくる
- 『永遠の誓い』（講談社、2005年）
  - 初出:『群像』2005年3月号
- 『銀色の翼』（文藝春秋、2006年）
  - 銀色の翼（『文學界』2005年11月号）
  - 青いけむり（『新潮』2003年9月号）
- 『虹を追いかける男』（双葉文庫 、2006年）
  - 生活の設計
  - 虹を追いかける男（「極東アングラ正伝」改題）
- 『金色のゆりかご』（光文社、2008年）
  - 初出: 『小説宝石』2007年6月号 - 11月号
- 『ぼくたちは大人になる』（双葉社、2009年、のち文庫）
- 『牛を屠る』（解放出版社、2009年、のち双葉文庫）
- 『とうさんは、大丈夫』（講談社、2010年）
- 『おれのおばさん』（集英社、2010年、のち文庫）
- 『おれたちの青空（おれのおばさん）』（集英社、2011年、のち文庫）
- 『おかえり、Mr.バットマン』（河出書房新社、2012年）
- 『静かな夜　佐川光晴作品集』（左右社、2012年）　
  - 静かな夜（『群像』2006年4月号）
  - 二月（『新潮』2006年11月号）
  - 崖の上、八月
- 『山あり愛あり』（双葉社、2013年、のち文庫）
- 『おれたちの約束（おれのおばさん）』（集英社、2013年、のち文庫〉
- 『おれたちの故郷（ふるさと）（おれのおばさん）』（集英社、2014年、のち文庫）
- 『鉄童の旅』（実業之日本社、2014年、改題『鉄道少年』実業之日本社文庫、2017年）
- 『主夫になろうよ！』（左右社、2015年）
- 『校長！お電話です』（双葉社、2015年、のち文庫）
- 『あたらしい家族』（集英社文庫、2015年、のち文庫）
- 『大きくなる日』（集英社、2016年、のち文庫）
- 『日の出』（集英社、2018年、のち文庫）
- 『駒音高く』（実業之日本社、2019年、のち文庫）
- 『昭和40年男 -オリンポスの家族-』（ホーム社、2019年）

### 単行本未収録作品
- サンディア!（『新潮』2001年12月号）
- 小さな者たちへ（『新潮』2004年9月号）
- 受胎のめぐみ（『文學界』2004年9月号）
- 子どもにつづけ（『群像』2006年9月号）
- 家族の肖像（『文學界』2006年12月号）
- 一枚の絵（『文學界』2007年5月号）